# Península da Flórida

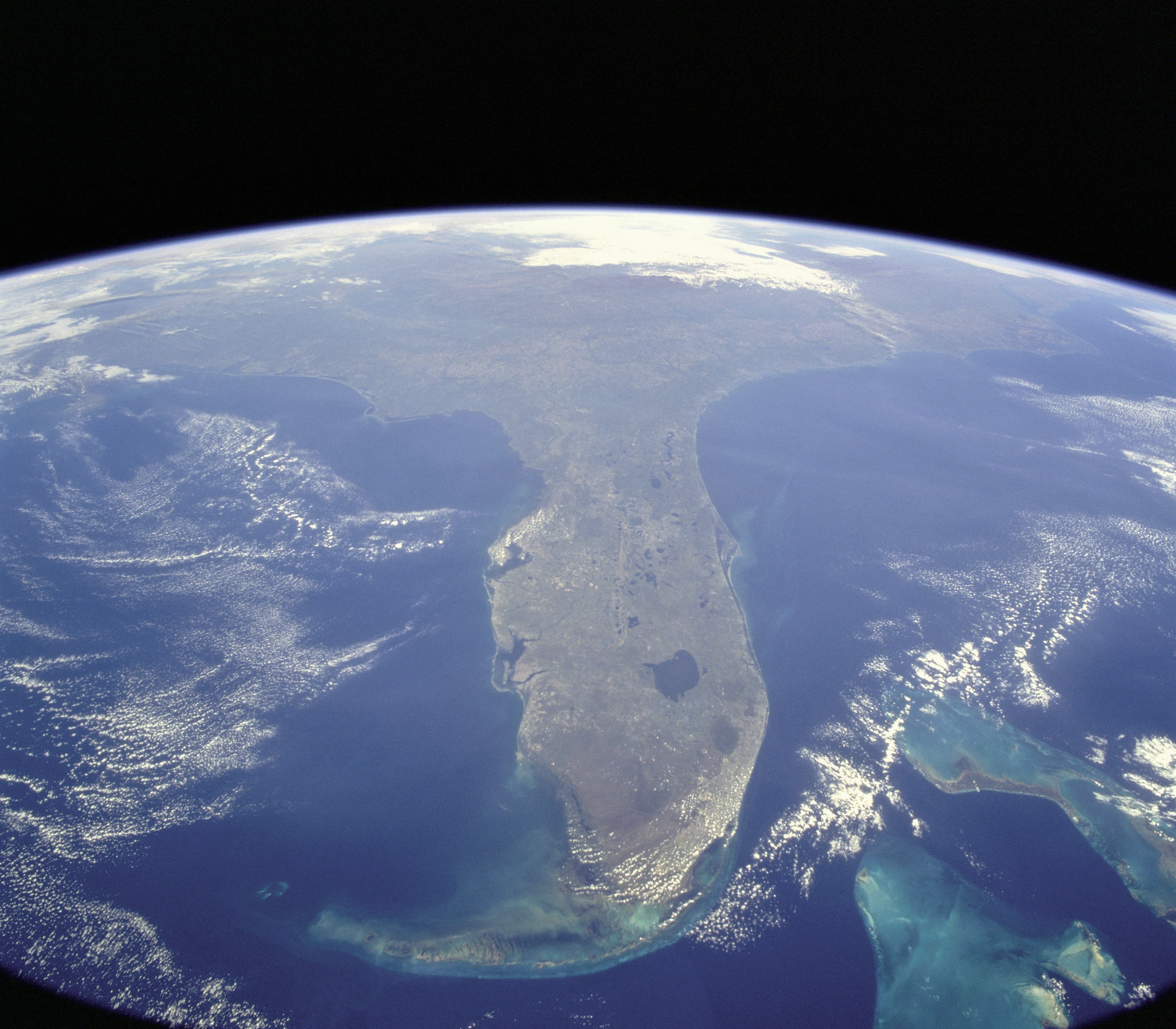
Península da Flórida vista do espaço.

A Península da Flórida é uma península que constitui a maior parte do estado norte-americano da Flórida. O seu ponto mais meridional é o cabo Sable.